# نی‌لانده
نی‌لانده (به هلندی: Nijlande) یک منطقهٔ مسکونی در هلند است که در آ ان هونزه واقع شده‌است. نی‌لانده ۷۹ نفر جمعیت دارد.